# Rote Raben Vilsbiburg 2014-2015
Questa voce raccoglie le informazioni riguardanti il Rote Raben Vilsbiburg nelle competizioni ufficiali della stagione 2014-2015.

## Organigramma societario
Area direttiva
- Presidente: André Wehnert

Area tecnica
- Allenatore: Jonas Kronseder
- Allenatore in seconda: Vera Bondar
- Scout man: Thore Haag, Michael Mattes

Area sanitaria
- Medico: Karl Attenberger, Rüdiger Meesters, Gudrun Mendler
- Fisioterapista: Anton Brandmeier, Maximilian Hartl

## Rosa
| N° | Nome               | Ruolo | Data di nascita   | Nazionalità sportiva |
| -- | ------------------ | ----- | ----------------- | -------------------- |
| 1  | Silvana Olivera    | S     | 5 agosto 1984     | Argentina            |
| 2  | Keylla Fabrino     | P     | 13 maggio 1986    | Brasile              |
| 3  | Rebecka Lazić      | S/O   | 24 settembre 1994 | Svezia               |
| 4  | Nikol Sajdová      | C     | 20 luglio 1988    | Rep. Ceca            |
| 5  | Quirine Oosterveld | S     | 5 marzo 1990      | Paesi Bassi          |
| 6  | Celin Stöhr        | C     | 22 novembre 1993  | Germania             |
| 7  | Kyla Richey        | S     | 20 giugno 1989    | Canada               |
| 8  | Linda Helterhoff   | P     | 26 novembre 1992  | Germania             |
| 9  | Edina Dobi         | C     | 22 ottobre 1987   | Ungheria             |
| 11 | Liana Mesa         | S/O   | 26 dicembre 1977  | Cuba                 |
| 12 | Anna Pogany        | L     | 21 luglio 1994    | Germania             |
| 14 | Lena Stigrot       | C     | 21 dicembre 1994  | Germania             |
| 15 | Mona Elwassimy     | P     | 7 febbraio 1990   | Germania             |